# Rybníky (district de Znojmo)
Pour les articles homonymes, voir Rybníky.
Rybníky (en allemand : Ribnik) est une commune du district de Znojmo, dans la région de Moravie-du-Sud, en République tchèque. Sa population s'élevait à 444 habitants en 2020.

## Géographie
Rybníky se trouve à 4 km au sud-ouest de Moravský Krumlov, à 26 km au nord-est de Znojmo, à 31 km au sud-ouest de Brno et à 177 km au sud-est de Prague.
La commune est limitée par Moravský Krumlov au nord et à l'est, par Petrovice, Dobelice et Vémyslice au sud, et par Tulešice et Dolní Dubňany à l'ouest.

## Histoire
La première mention écrite de la localité date de 1238.